# Államok vezetőinek listája 646-ban
Ezen az oldalon az i. sz. 646-ban fennálló államok vezetőinek névsora olvasható földrészek, majd országok szerinti bontásban.

## Európa
- Bizánci Birodalom
  - Császár: II. Kónsztasz (641–668)

- Frank Birodalom
  - Király: 
    - Austrasia: III. Sigebert (634-656)
    - Neustria és Burgundia: II. Klodvig (639-657)

  - Bajor Hercegség: I. Theodo (640–680)
  - Türingiai Hercegség: I. Heden (642–687)

- Longobárd Királyság
  - Király: Rothari (636–652)
  - Beneventói Hercegség
    - Herceg: Radoald (642–647)

  - Friuli Hercegség
    - Herceg: Ago (645–660)

  - Spoletói Hercegség
    - Herceg: Theudelapius (601–653)

- Onogurok
  - Kagán: Kubrat (632–665)

- Vizigót Királyság
  - Király: Chindaswinth (642–653)

### Britannia
- Bernicia
  - Király: Oswiu (642–670)

- Deira
  - Király: Oswine (642–651)

- Dál Riata
  - Király: Ferchar mac Connaid (642-650)

- Essexi Királyság
  - Király: I. Sigeberht (617–650)

- Gwynedd
  - Király: Cadafael ap Cynfeddw (634–655)

- Kelet-angliai Királyság
  - Király: Anna (640–654)

- Kenti Királyság
  - Király: I. Earconberht (640–664) és Eormenred (640–kb.660)

- Mercia
  - Király: Penda (626–655)

- Strathclyde
  - Király: I. Eugein (633–645)
  - Király: Guret (645–658)

- Wessexi Királyság
  - Király: Penda (645–648)

## Ázsia
- Csampa
  - Király: Bhadreszvaravarman (645-?)

- Ibériai Királyság
  - Király: I. Sztefanosz (637/642–650)

- India
  - Észak-India
    - Király: Harsa (606–647)

  - Anuradhapura
    - Király: I. Dathopatissa (640-652)

  - Karkota-dinasztia
  - Király: Durlabhavardhana (625–661)
  - Pallava
    - Király: I. Naraszimhavarman (630–668)

- Japán
  - Császárnő: Kótoku (645–654)

- Kína (Tang-dinasztia)
  - Császár: Tang Taj-cung (626–649)

- Korea
  - Pekcse
    - Király: Idzsa (641–660)

  - Kogurjo
    - Király: Podzsang (642–668)

  - Silla
    - Királynő: Szondok (632–647)

- Rásidún Kalifátus
  - Kalifa: Oszmán (644-656)

- Nepál
  - Király: Narendradéva (643–679)

- Szászánida Birodalom
  - Sah: III. Jazdagird (632–651)

- Tibet
  - Király: Szongcen Gampo (617–649)

## Afrika
- Akszúmi Királyság
  - Akszúmi uralkodók listája

## Amerika
- Copán
  - Király: Rauch Imix (628–695)
- Palenque
  - Király: I. K'inich Janaab Pakal (615–683)
- Tikal
  - Király: II. K’inich Muwaan Jol (kb. 628–650)

## Egyházfő
- Pápa: I. Theodorus (642–649)
- Konstantinápolyi pátriárka: II. Paulosz (641–653)

## Fordítás
- Ez a szócikk részben vagy egészben  a   Liste der Staatsoberhäupter 646 című német Wikipédia-szócikk ezen változatának fordításán alapul.  Az eredeti cikk szerkesztőit annak laptörténete sorolja fel. Ez a jelzés csupán a megfogalmazás eredetét és a szerzői jogokat jelzi, nem szolgál a cikkben szereplő információk forrásmegjelöléseként.